# 普尔考
普尔考是奥地利下奥地利州霍拉布伦县的一个市镇。总面积36.66平方公里，总人口1551人，人口密度42.3人/平方公里（2005年）。